# Emilio Melón
Emilio Arturo Melón (Buenos Aires, 1º marzo 1936 – 13 luglio 2010) è stato un calciatore argentino, di ruolo attaccante.

## Caratteristiche tecniche
Giocava come ala sinistra. Era dotato di grande dinamismo.

## Carriera

### Club
Melón debuttò in Primera División Argentina nella stagione 1957: nel suo ruolo, ala sinistra, il titolare era Roberto Zárate; Melón era la sua riserva. Passò tre annate al club, giocando in poche occasioni; nel 1960 Néstor Rossi, tecnico dell'Huracán, lo volle alla sua squadra. Nel club di Parque Patricios fu titolare, giocando sia come ala che come centrocampista sinistro. Nel 1963 si trasferì al Los Andes, in seconda divisione, e segnò 3 gol al suo primo anno ai bianco-rossi. Nel 1967 si trasferì al Millonarios di Bogotà, in Colombia, con cui raggiunse il secondo posto in campionato.

## Palmarès

### Club

#### Competizioni nazionali
- Campionato argentino: 1

River Plate: 1957